# خورشیدگرفتگی ۵ فوریه ۲۰۶۵
خورشیدگرفتگی ۵ فوریه ۲۰۶۵ (به انگلیسی: Solar eclipse of February 5, 2065) یک خورشیدگرفتگی از نوع خورشیدگرفتگی جزئی است. این خورشیدگرفتگی در تاریخ ۵ فوریه ۲۰۶۵ میلادی (‎۱۷ بهمن ۱۴۴۳ خورشیدی) روی خواهد داد که زمان اوج آن، ساعت ۹:۵۲:۲۶ به‌وقت ساعت هماهنگ جهانی است.